# Denkmalgeschützte Objekte in der Slowakei

Die Seite denkmalgeschützte Objekte in der Slowakei ist eine Übersichtsseite. Hier sind weitere Übersichtsseiten oder Navigationsleisten der einzelnen politischen Okresy in der Slowakei verzeichnet, auf denen man für jede Obec (Gemeinde) in der Slowakei eine Denkmalliste findet, in der sämtliche unbeweglichen Objekte die nach den slowakischen Denkmalschutzvorschriften unter Schutz stehen, aufgelistet sind. 

## Navigation
| Denkmalgeschützte Objekte im Banskobystrický kraj | Denkmalgeschützte Objekte im Banskobystrický kraj |
| ------------------------------------------------- | --- |
| Wappen des Banskobystrický kraj                   | Banská Bystrica \| Banská Štiavnica \| Brezno \| Detva \| Krupina \| Lučenec \| Poltár \| Revúca \| Rimavská Sobota \| Veľký Krtíš \| Zvolen \| Žarnovica \| Žiar nad Hronom                              |
| Denkmalgeschützte Objekte im Bratislavský kraj    | |
| Wappen des Bratislavský kraj                      | Okresy Bratislava I (0–9) \| (A–F) \| (G–J) \| (K–L) \| (M–O) \| (P–R) \| (S) \| (Š) \| (T–V) \| (W–Ž) \| Bratislava II \| Bratislava III \| Bratislava IV \| Bratislava V \| Malacky \| Pezinok \| Senec |
| Denkmalgeschützte Objekte im Košický kraj         | |
| Wappen des Košický kraj                           | Gelnica \| Košice I \| Košice II \| Košice III \| Košice IV \| Košice-okolie \| Michalovce \| Rožňava \| Sobrance \| Spišská Nová Ves \| Trebišov                                                         |
| Denkmalgeschützte Objekte im Nitriansky kraj      | |
| Wappen des Nitriansky kraj                        | Komárno \| Levice \| Nitra \| Nové Zámky \| Šaľa \| Topoľčany \| Zlaté Moravce |
| Denkmalgeschützte Objekte im Prešovský kraj       | |
| Wappen des Prešovský kraj                         | Bardejov \| Humenné \| Kežmarok \| Levoča \| Medzilaborce \| Poprad \| Prešov \| Sabinov \| Snina \| Stará Ľubovňa \| Stropkov \| Svidník \| Vranov nad Topľou                                            |
| Denkmalgeschützte Objekte im Trenčiansky kraj     | |
| Wappen des Trnavský kraj                          | Bánovce nad Bebravou \| Ilava \| Myjava \| Nové Mesto nad Váhom \| Partizánske \| Považská Bystrica \| Prievidza \| Púchov \| Trenčín                                                                     |
| Denkmalgeschützte Objekte im Trnavský kraj        | |
| Wappen des Trnavský kraj                          | Dunajská Streda \| Galanta \| Hlohovec \| Piešťany \| Senica \| Skalica \| Trnava |
| Denkmalgeschützte Objekte im Žilinský kraj        | |
| Wappen des Trnavský kraj                          | Bytča \| Čadca \| Dolný Kubín \| Kysucké Nové Mesto \| Liptovský Mikuláš \| Martin \| Námestovo \| Ružomberok \| Turčianske Teplice \| Tvrdošín \| Žilina                                                 |